# Cadillac One

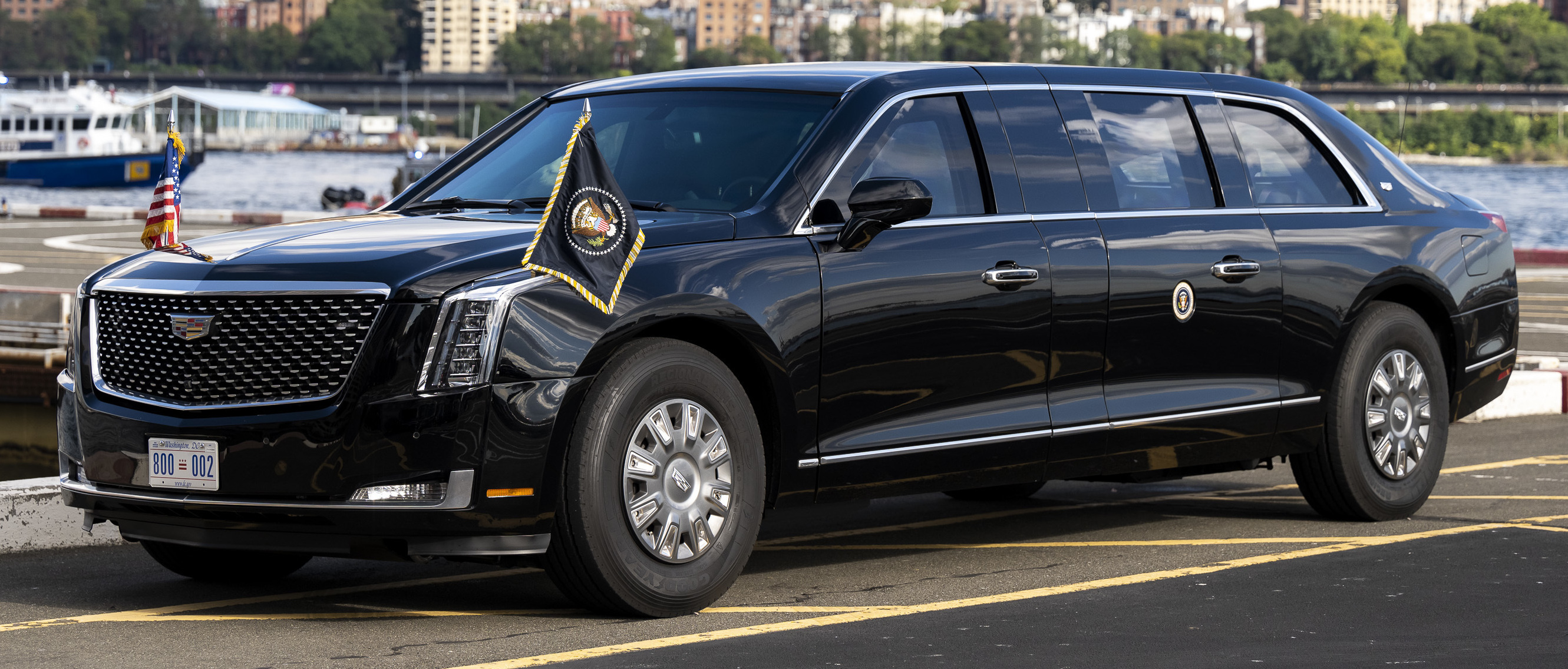
Het model uit 2018 van president Donald Trump, Joe Biden en later weer van Trump

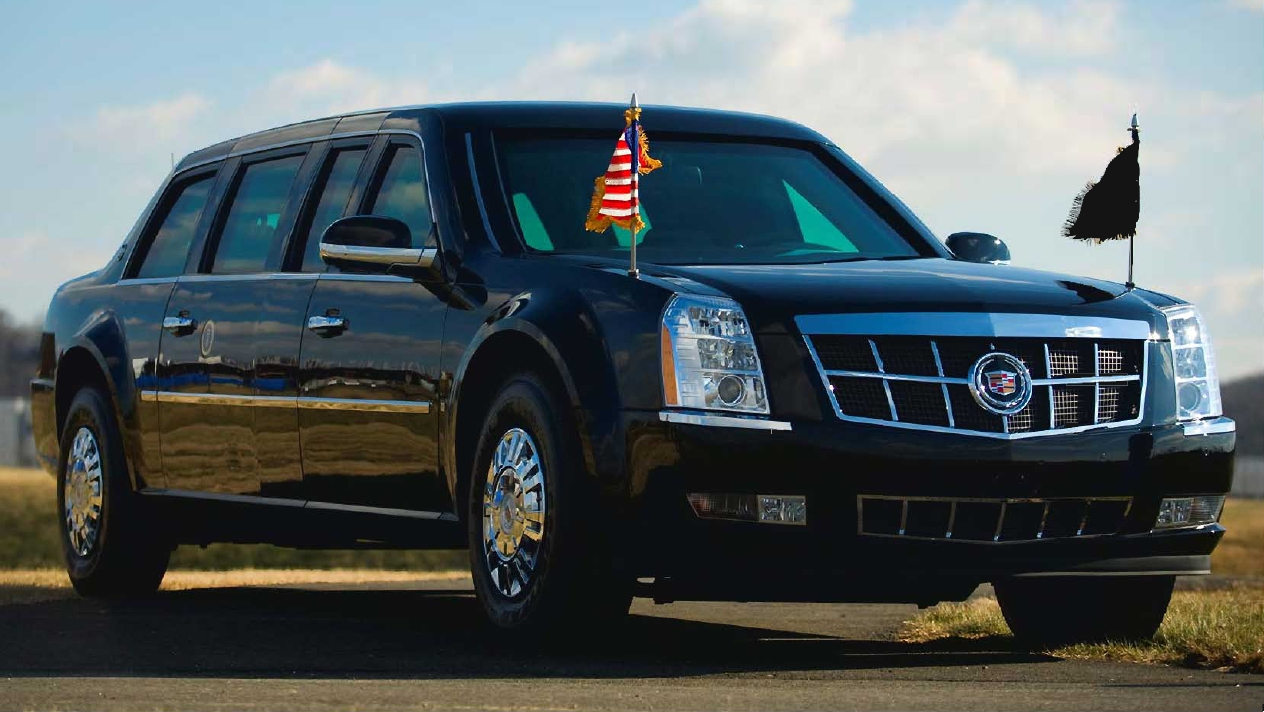
Het model uit 2009 van president Barack Obama

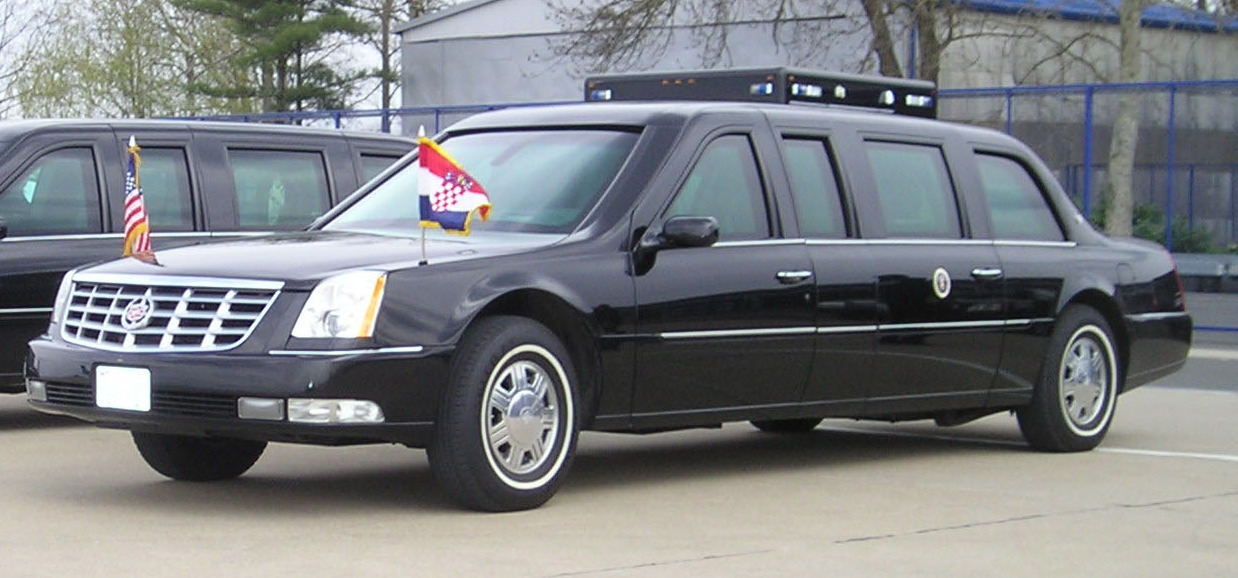
Het model uit 2005 van George W. Bush

De presidentiële limousine, bijgenaamd Cadillac One of The Beast, is de officiële staatsauto van de president van de Verenigde Staten. Het is naar verluidt de best beveiligde limousine ter wereld. De huidige versie werd op 24 september 2018 in dienst genomen.
Het chassis is afkomstig van een Chevrolet-truck, en de koplampen, deurgrepen en spiegels van de Cadillac Escalade. De aanschafwaarde was 1 tot 1,5 miljoen dollar. Het gewicht is 6.800 tot 9.100 kg en de limousine is zo'n 5,4 meter lang.

## Specificaties
De meeste voorzieningen van de auto worden om veiligheidsredenen geheim gehouden, maar de auto zou onder meer beschikken over:
- Bepantsering
- Kogelbestendig glas
- Nachtzichtapparatuur
- Bewapening
- Run-flat tires
- Zuurstofvoorraad
- Afscherming tegen chemische aanvallen[3]
- Mogelijk bloed van de bloedgroep van de president[4]
- Direct contact met het Pentagon en het Witte Huis

De auto wordt bestuurd door een speciaal opgeleide chauffeur die op hoge snelheid een bocht van 180 graden kan maken. De naaste lijfwacht van de president zit meestal naast de chauffeur. Het verbruik van de limousine is 29 l/100 km. De Amerikaanse regering beschikt over een viertal limousines van dit type. Zodra de auto's uit dienst gaan, worden ze bijna allemaal vernietigd.

## Totstandkoming
Tot het begin van de 21ste eeuw kocht de Amerikaanse geheime dienst productie-Cadillacs op die ze lieten verbouwen tot presidentiële limousines. Alleen deed de koppeling het door het extra gewicht regelmatig niet en hielden de remmen het slechts enkele honderden kilometers vol. Vanaf het moment dat George W. Bush president werd, besloot het Witte Huis daarom zelf een wagen te bouwen. Daarvoor richtte General Motors een speciale R&D-afdeling op. Zo kwam Cadillac One tot stand.